# Сан-Джузеппе-Ято
Сан-Джузеппе-Ято (італ. San Giuseppe Jato, сиц. San Giuseppi Jatu) — муніципалітет в Італії, у регіоні Сицилія,  метрополійне місто Палермо.
Сан-Джузеппе-Ято розташований на відстані близько 440 км на південь від Рима, 23 км на південний захід від Палермо.
Населення — 8610 осіб (2014).
Щорічний фестиваль відбувається 13 серпня - 16 серпня. Покровитель — Maria SS. della Provvidenza.

## Демографія
Населення за роками:

Станом на 1 січня 2023 року в муніципалітеті офіційно проживало 208 іноземців з 27 країн, серед них 94 громадяни країн Євросоюзу та 2 громадяни України.

## Сусідні муніципалітети
- Монреале
- П'яна-дельї-Альбанезі
- Сан-Чипірелло